# Macropsis arenosus
Macropsis arenosus är en insektsart som beskrevs av Mitjaev 1971. Macropsis arenosus ingår i släktet Macropsis och familjen dvärgstritar. Inga underarter finns listade i Catalogue of Life.